# Lac Manitoba
Pour les articles homonymes, voir Manitoba (homonymie).
Le lac Manitoba est un vaste lac naturel d’origine glaciaire d’environ 4 624 km2 situé en Amérique du Nord, dans la province canadienne du Manitoba et à 75 kilomètres au nord-ouest de la ville de Winnipeg, capitale de la province. Il tire son nom du cri manitou-wapow ou de l'ojibwé manitou-bah signifiant « le détroit de Manitou, le Grand Esprit », toponyme qui correspond à ce qui est appelé de nos jours The Narrows au centre du lac.

## Géographie
Ce lac, étroit (45 km de large) et de forme très irrégulière, s'étend du nord au sud sur plus de 200 km et est le plus petit des trois lacs situés à l'emplacement du lac glaciaire préhistorique Agassiz, les deux autres étant le lac Winnipeg (le plus grand) et le lac Winnipegosis. Il se situe à l'emplacement d'un chenal de décharge du lac Agassiz et sa frange méridionale correspond à une ligne de virage de celui-ci.
Il est alimenté au nord-ouest par de très courtes rivières, notamment la rivière de la Poule d'Eau (Waterhen River) provenant du lac du même nom et un des émissaires du lac Winnipegosis. L'altitude de celui-ci dépasse de 5 mètres celle du lac Manitoba, qui se jette, relié par la rivière Dauphin et le lac Saint-Martin, dans le lac Winnipeg.
Dans sa partie sud, important lieu de rassemblement d'oiseaux migrateurs, marais et plages de sable se succèdent sur le rivage. Les lagunes se développent sur la côte la plus méridionale. Au nord du 51e parallèle, sa topographie change : sur plus de 100 km, c'est une succession de bras resserrés encombrés d'îlots, de profondes baies comme Portage Bay, et de presqu'îles.
En été, le drainage est mal assuré et la prairie environnante est gorgée d'eau sur des kilomètres de large entre celui-ci et le lac Saint-Martin. Par ailleurs, lors des grandes crues centennales, il arrive que les eaux de la rivière Assiniboine, coulant quelque 20 kilomètres plus au sud, se déversent directement dans le lac Manitoba.
Les principales villes situées au bord du lac sont Amaranth, Fairford, Steep Rock et la communauté rurale de Saint-Laurent peuplée de Métis franco-manitobains.

## Histoire
Le premier à avoir exploré la région de la Saskatchewan et ses environs, est un Canadien français, Pierre Gaultier de Varennes, sieur de La Vérendrye, né à Trois-Rivières. Après avoir découvert le lac Winnipeg en 1733, son fils François s'enfonça plus à l'ouest et atteignit en 1738 le lac Manitoba, dont les côtes étaient peuplées de Cris de l'Assiniboine, et le baptisa « Lac des Prairies ».
Des forts furent établis à la fois sur la rivière Saskatchewan et sur les côtes du Lac des Cèdres. Le lac Manitoba était une importante étape pour le commerce des fourrures vers la Baie d'Hudson.

## Mythes
Pendant de nombreuses années, on prétendit que le lac abritait un monstre semblable au Monstre du loch Ness et à l'Ogopogo de Colombie-Britannique. Il était surnommé « Manipogo ».